# Franziskanerinnen von Ellwangen
Die Anna-Schwestern – Franziskanerinnen von Ellwangen – sind eine römisch-katholische Ordensgemeinschaft bischöflichen Rechts. Diese wurde 1921 in Ellwangen an der Jagst durch Pfarrer Anton Eberhard gegründet, wo sich auch heute noch das Mutterhaus des Ordens befindet. Die Gemeinschaft ist hauptsächlich in der Kranken- und Altenpflege tätig. Neben dem Mutterhaus in Ellwangen gibt es weitere Konvente in Stuttgart.

## Geschichte

### Die Gründungsjahre
In den Jahren nach dem Ersten Weltkrieg herrschte in der Bevölkerung Ostwürttembergs ein großer Mangel an medizinischer und seelsorgerischer Betreuung. Um diesem entgegenzutreten, gründete Pfarrer Anton Eberhard am 28. August 1921 unter dem Namen Verein der St. Anna-Schwestern eine franziskanische Gemeinschaft in Ellwangen.
Diese rasch wachsende Gemeinschaft setzte sich zum Ziel, die Mütter in kinderreichen Familien zu unterstützen und Frauen bei der Geburt ihres Kindes beizustehen. Zudem wurde in der Satzung die Kranken- und die Hauspflege als Arbeitsbereich genannt. Die Ausbildung erfolgte an der Landesfrauenklinik in Stuttgart und im Margaretenheim in Schwäbisch Gmünd. Die erste Oberin wurde 1924 Krescentia Harder (1893–1985), die eigentliche Leitung lag aber in der Hand des Direktors Anton Eberhard.
Die Gemeinschaft war von Beginn an an verschiedenen Orten tätig. Bereits 1927 entstand ein erstes Entbindungsheim. 1931 übernahmen die Schwestern eine bestehende Privatfrauenklinik in Stuttgart-Bad Cannstatt, aus der dann die St.-Anna-Klinik hervorging, die 1969 in die Räumlichkeiten der Merz-Klinik zog. 1933 eröffneten sie eine weitere Frauenklinik in Stuttgart. Außerdem wurden in vielen Gemeinden Stationen der Familienpflege betrieben, die neben der Krankenpflege auch Nähschulen und Kindergärten betrieben.

### Zeit von 1950 bis heute
Nachdem weite Teile der Ordensgebäude und der Kliniken im Krieg zerstört wurden, erfolgten zunächst umfangreiche Wiederaufbau- und Umstrukturierungsmaßnahmen. 1955 gab sich die Gemeinschaft eine neue Satzung. Der Orden wurde auf den Namen Gemeinschaft der St. Anna-Schwestern umbenannt, wobei die religiösen Elemente vertieft wurden. Die Generaloberin teilt sich nun die Leitung gleichberechtigt mit dem Direktor. Die Gemeinschaft wurde 1977 in die Reihe der Kongregationen bischöflichen Rechtes eingegliedert.
Die meisten Schwestern hatte die Gemeinschaft in den 1960er und 1970er Jahren mit knapp 250 Schwestern, seitdem nimmt ihre Anzahl kontinuierlich ab. 1966 hatte die Gemeinschaft 42 Niederlassungen.
Im Jahre 1996 gründeten die St. Anna-Schwestern mit dem Haus der Stille in Stuttgart eine Zweigstelle.
2005 wurde in Ellwangen ein stationäres Hospiz für unheilbar erkrankte Patienten mit sechs Betten in eigener Trägerschaft eröffnet. Das Hospiz St. Anna begleitet schwerkranke und sterbende Menschen, damit sie ihre verbleibende Zeit würdevoll und selbstbestimmt gestalten und leben können.
Ab 1. Januar 2007 ging der Betrieb der von den Schwestern betriebenen Geburtsklinik in Ellwangen in die dem Landkreis gehörende Virngrundklinik Ellwangen über.
Damit endete für die Gemeinschaft der Anna-Schwestern nach 85 Jahren endgültig der Dienst in der Geburtsklinik.
Die Gebäude der nun ehemaligen Klinik der St. Anna Schwestern will der Orden für Kurzzeitpflege und Betreuungsangebote nutzen.